# Maison-atelier Géo Ponchon
La Maison-atelier Géo Ponchon est une maison de Bruxelles possédant plusieurs sgraffites de style Art nouveau.

## Situation
La maison située au n° 25 de la rue de la Croix à Ixelles a été réalisée en 1898 par l'architecte Vandeneste.  

## Description
L'artisan peintre et décorateur Géo Ponchon orna la façade de six sgraffites aux motifs d'oiseaux et de feuillages. Géo Ponchon est surtout connu pour avoir réalisé les nombreux sgraffites du Palais du Vin à Bruxelles.
Les sgraffites de la Maison-atelier Géo Ponchon ont récemment fait l'objet d'une restauration qui permet à nouveau d'admirer ces magnifiques peintures murales.

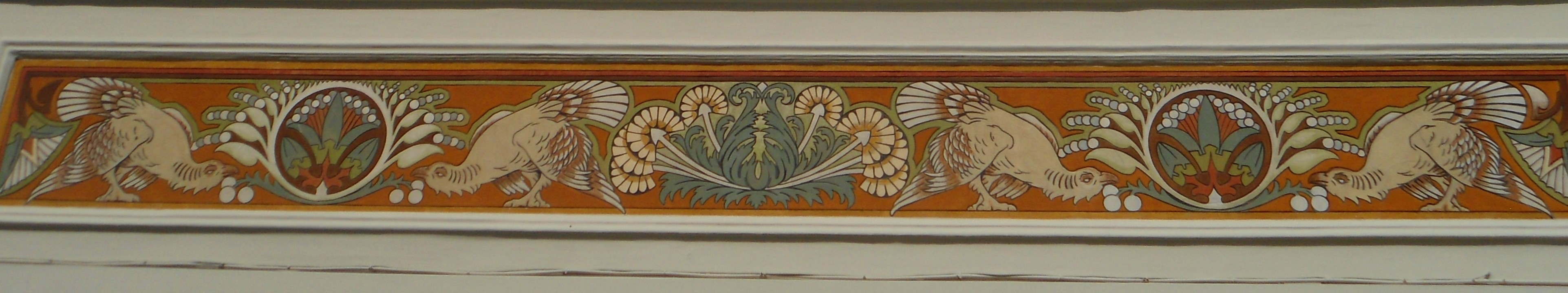
Sgraffite de la Maison-atelier Géo Ponchon.